# Kwelgeest

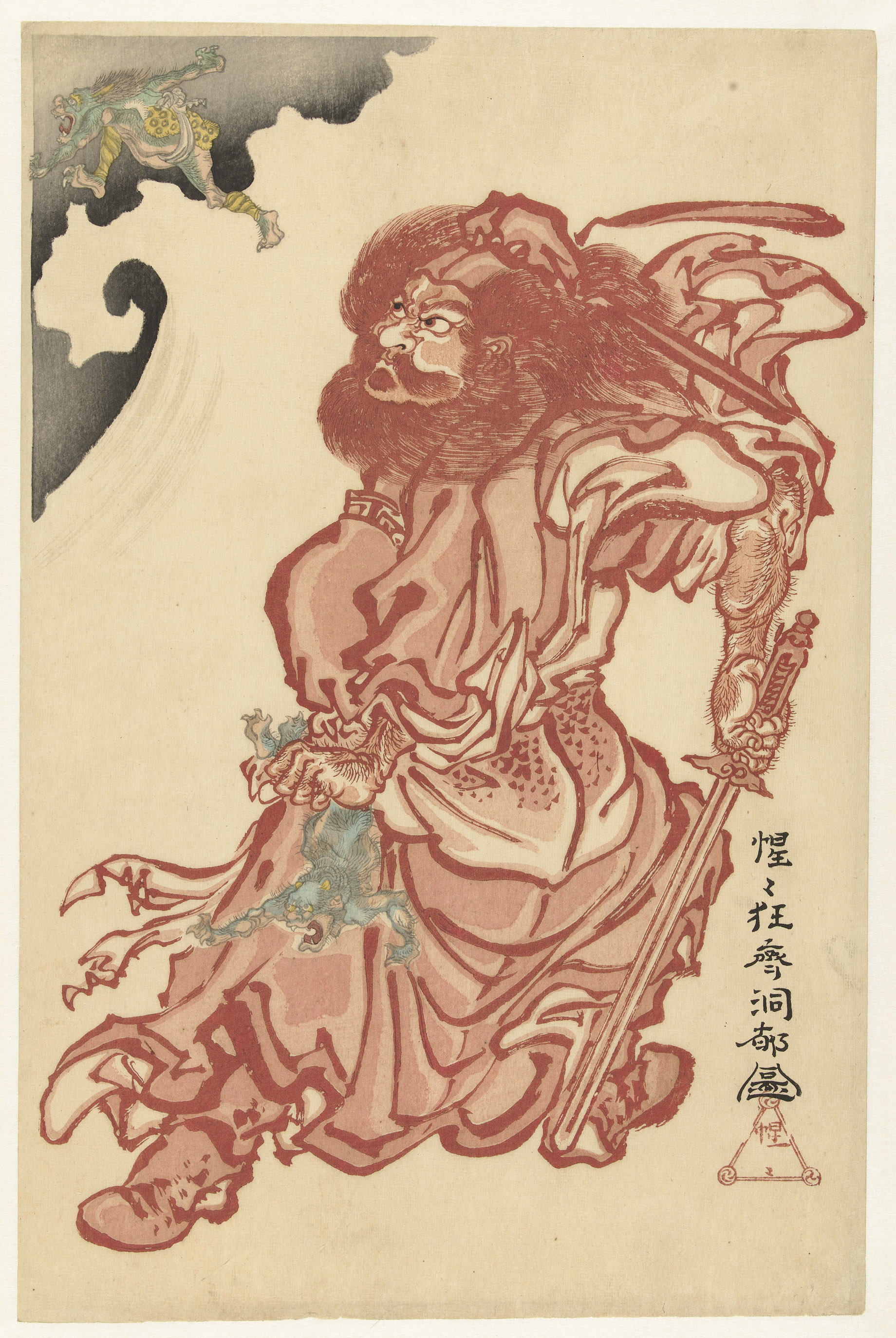
Zhong Kui, de kwelgeest van demonen (door Kawanabe Kyōsai).

Een kwelgeest of plaaggeest is een fictief of mythisch wezen dat in veel volksverhalen (in het bijzonder in mythen en sagen) een rol speelt. 
Er zijn verschillende soorten kwelgeesten, soms plagen ze enkel en in andere gevallen zijn ze levensgevaarlijk. Enkele voorbeelden:
- Blauwe Gerrit
- De heks Dandha
- Demon
- Duivel
- Flodder
- Geest
- Gloeiige
- Heggemoeder
- Hobgoblin
- Jólasveinar
- Kabouter
- Kludde
- Klopgeest
- Kobold
- Lange Wapper (reus)
- Lutin
- Man met de hamer
- Ork of ardman
- Ossaert
- Puck (mythologie), zie ook Puck (Shakespeare)
- Stüpp of weerwolf

Mare (zie ook nachtmerrie) betekent nachtelijke kwelgeest, spook of heks.